# Arkanđeo Brković
Arkanđeo Brković (Vareš, 11. travnja 1873. – Sarajevo, 18. siječnja 1939.) bio je hrvatski katolički svećenik iz reda franjevaca i prevoditelj.

## Životopis
Završio je gimnaziju u Gučoj Gori, a filozofiju i teologiju je studirao u Bésiersu i Petrićevcu kod Banje Luke. Za svećenika je zaređen 1896. godine. U franjevačkoj gimnaziji u Gučoj Gori i Visokom predavao je hrvatski, zemljopis, povijest i francuski.
Župnikovao je u Ulicama kod Brčkog, Tuzli i Breškama kod Tuzle. Bio je gvardijan u Kraljevoj Sutjesci (1916.–1919.) i Beogradu (1927.–1928.). Uređivao je Franjevački glasnik (1900.–1901.) i Serafinski perivoj (1902.–1906.).

## Djela
- „Porciunkula ili povijest Gospe Anđeoske” (prijevod djela Barnabe Alzačkoga)
- „Povijest sv. Franje Asižkoga” (prijevod djela Léona Le Monniera)
- „Životopisi Sv. Bonaventure i Jakova Markijskoga” (prijevod djela Gastona de Ségura[1]

### Članci
- Kovačić, Anto Slavko. 1989. Brković, Arkanđeo. Hrvatski biografski leksikon. Zagreb.  journal zahtijeva |journal= (pomoć)